# Stacey Farber

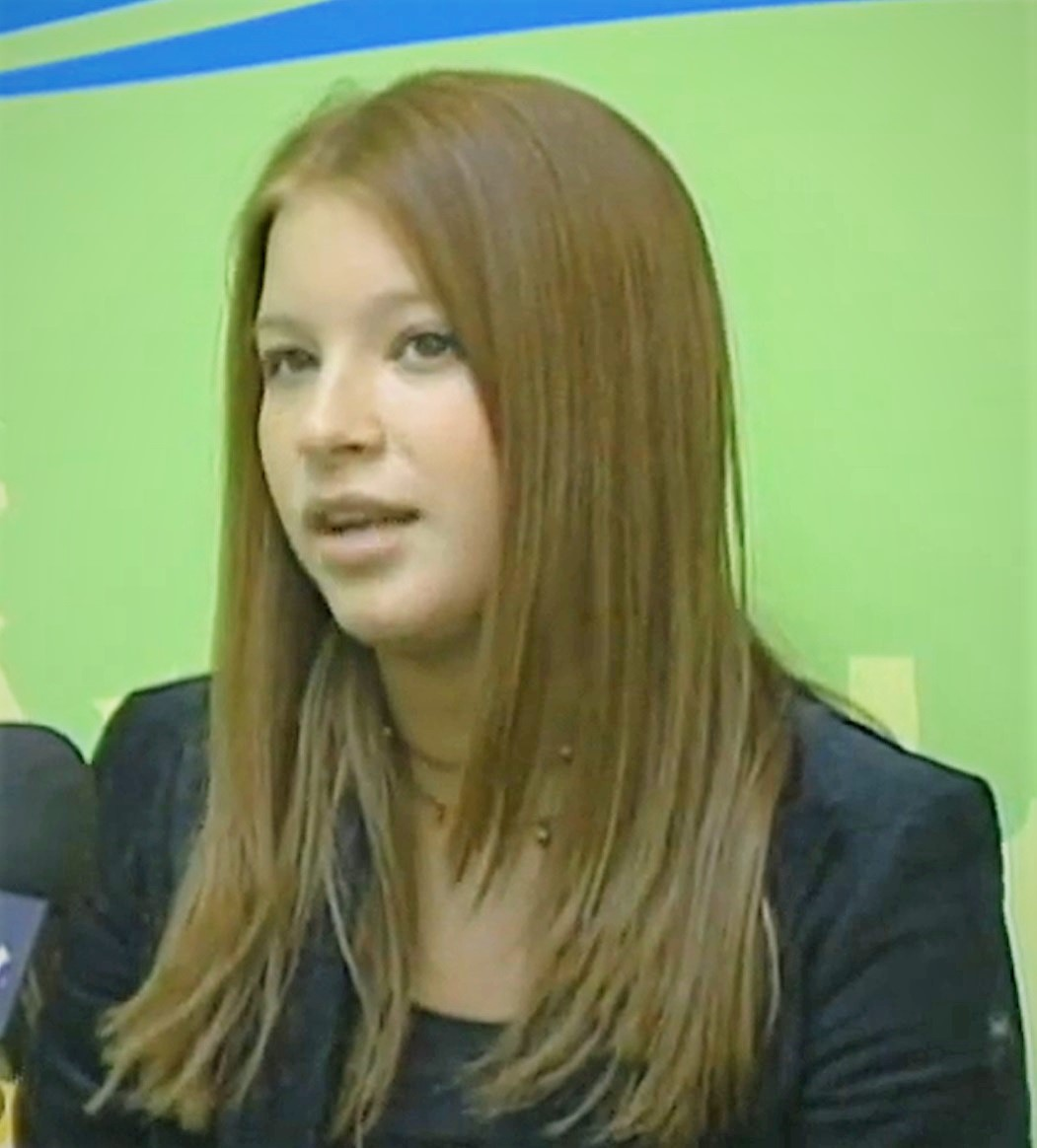
Stacey Farber

Stacey Anne Farber (* 25. August 1987 in Toronto) ist eine kanadische Filmschauspielerin.
Farber besuchte die Branksome Hall, ein privates Internat für Mädchen in Toronto. Ab 2002 wurde sie mit der Rolle der Schülerin Ellie Nash in der Serie Degrassi: The Next Generation bekannt. Hierfür wurde sie 2009 für einen Gemini Award nominiert. In der Serie 18 to Life spielte sie Jessie Hill. Ab 2014 spielte sie in Saving Hope die Geburtshelferin Dr. Sydney Katz. Ab 2019 war sie in der Anwaltsserie Diggstown als Pam MacLean zu sehen.

## Filmografie
- 2002: Narc
- 2002–2009: Degrassi: The Next Generation (Fernsehserie, 74 Folgen)
- 2004: Doc (Fernsehserie, Folge 4x15 Searching for Bonnie Fisher)
- 2004: Dark Oracle (Fernsehserie, 4 Folgen)
- 2006: Booky Makes Her Mark (Fernsehfilm)
- 2009: Degrassi Goes Hollywood (Fernsehfilm)
- 2010: Made ... The Movie (Fernsehfilm)
- 2010–2011: 18 to Life (Fernsehserie, 25 Folgen)
- 2013: Cult (Fernsehserie, 6 Folgen)
- 2014–2017: Saving Hope (Fernsehserie, 19 Folgen)
- 2016: Crossfire (Fernsehfilm)
- 2017: Chicago Justice (Fernsehserie, Folge 1x10 Drill)
- 2017: The Brave (Fernsehserie, Folge 1x02 Moscow Rules)
- 2017: Ryan Hansen Solves Crimes on Television (Fernsehserie, Folge 1x07 Freezed)
- 2018 Grace and Frankie (Fernsehserie, 2 Folgen)
- 2019: Animal Kingdom (Fernsehserie, 2 Folgen)
- 2019–2022: Diggstown (Fernsehserie, 13 Folgen)
- 2021: Superman & Lois (Fernsehserie, 12 Folgen)
- seit 2021: Virgin River (Fernsehserie)
- 2022: Butlers in Love (Fernsehfilm)
- 2023: The Spencer Sisters (Fernsehserie, 10 Folgen)
- 2023: A Season for Family (Fernsehfilm)
- 2024: Hanukkah on the Rocks (Fernsehfilm)
- 2025: Brilliant Minds (Fernsehserie)